# 高德华 (汉学家)
丹娜·卡尔沃多娃（捷克語：Dana Kalvodová，1928年3月10日—2003年10月31日），中文名高德华，是捷克汉学家，翻译家，戏剧评论家。

## 生平
1928年3月10日出生于布尔诺，在斯拉夫科夫长大，父亲是一名医生。1947年考入布拉格查理大学文学院，在普实克教授的指导下学习中国语言文学。1952年大学毕业，同年随捷克斯洛伐克文工团访问中国，担任随行翻译。回国后在大学母校当汉语教师。1957年秋至1958年夏，在中国社会科学院文学研究所进修，跟随吴晓铃教授研究元曲，曾在武汉、成都、重庆等地欣赏地方曲目。1985年退休。
天鹅绒革命后继续在布拉格查理大学、戏剧学院、马萨里克大学等地讲学。1999年获得日本山本安英基金会授予的奖项，以表彰她为传播亚洲戏剧做出的杰出贡献。2003年10月31日去世。

## 论文
- . 布拉格. 1956年 （英语及德语）.
- . 布拉格查理大学学报. 1962年, (第2期) （英语）.
- . 伦敦大学学报. 1965年, (第2期) （英语）.
- . 东方档案. 1971年, (第1期) （捷克语）.
- . 舞台美术. 1972年, (第1-4期) （英语）.
- . 布拉格查理大学学报. 1973年, (第5期) （英语）.
- . 布拉格查理大学学报. 1976年, (第3期) （英语）.
- . 布拉格查理大学出版社. 1991年 （捷克语）.
- . 1992年 （捷克语）.

## 译著
- 丁玲. . 布拉格. 1955年 （捷克语）.
- 关汉卿. . 布拉格. 1955年 （捷克语）. 包含窦娥冤（六月雪）、鲁斋郎、单刀会、救风尘、蝴蝶梦